# Zebraduvor
För duvan Geopelia striata, se zebraduva
Zebraduvor (Geopelia) är ett släkte med fåglar i familjen duvor inom ordningen duvfåglar som förekommer från Malackahalvön till Australien. Släktet zebraduvor omfattar fem arter:
- Diamantduva (G. cuneata)
- Blåbröstad zebraduva (G. humeralis)
- Zebraduva (G. striata)
- Billabongduva (G. placida)
- Timorzebraduva (G. maugeus)